# Grand Prix Formule 1 van Hongarije 2021
De Grand Prix Formule 1 van Hongarije 2021 werd verreden op 1 augustus op de Hungaroring in Mogyoród nabij Boedapest. Het was de elfde race van het seizoen.

## Vrije trainingen

### Uitslagen
- Enkel de top vijf wordt weergegeven.

| Vrije training 1 | Pos. | Nr. | Coureur          | Constructeur     | Tijd     |
| ---------------- | ---- | --- | ---------------- | ---------------- | -------- |
| Vrije training 1 | 1    | 33  | Max Verstappen   | Red Bull-Honda   | 1:17.555 |
| Vrije training 1 | 2    | 77  | Valtteri Bottas  | Mercedes         | 1:17.616 |
| Vrije training 1 | 3    | 44  | Lewis Hamilton   | Mercedes         | 1:17.722 |
| Vrije training 1 | 4    | 55  | Carlos Sainz jr. | Ferrari          | 1:18.115 |
| Vrije training 1 | 5    | 10  | Pierre Gasly     | AlphaTauri-Honda | 1:18.181 |
| Vrije training 2 | Pos. | Nr. | Coureur          | Constructeur     | Tijd     |
| Vrije training 2 | 1    | 77  | Valtteri Bottas  | Mercedes         | 1:17.012 |
| Vrije training 2 | 2    | 44  | Lewis Hamilton   | Mercedes         | 1:17.039 |
| Vrije training 2 | 3    | 33  | Max Verstappen   | Red Bull-Honda   | 1:17.310 |
| Vrije training 2 | 4    | 31  | Esteban Ocon     | Alpine-Renault   | 1:17.759 |
| Vrije training 2 | 5    | 11  | Sergio Pérez     | Red Bull-Honda   | 1:17.824 |
| Vrije training 3 | Pos. | Nr. | Coureur          | Constructeur     | Tijd     |
| Vrije training 3 | 1    | 44  | Lewis Hamilton   | Mercedes         | 1:16.826 |
| Vrije training 3 | 2    | 33  | Max Verstappen   | Red Bull-Honda   | 1:16.914 |
| Vrije training 3 | 3    | 77  | Valtteri Bottas  | Mercedes         | 1:17.055 |
| Vrije training 3 | 4    | 55  | Carlos Sainz jr. | Ferrari          | 1:17.497 |
| Vrije training 3 | 5    | 16  | Charles Leclerc  | Ferrari          | 1:17.520 |

Testcoureur in vrije training 1:

 Robert Kubica (Alfa Romeo-Ferrari) reed in plaats van Kimi Räikkönen.

## Kwalificatie
Lewis Hamilton behaalde de honderdeerste pole position in zijn carrière. 
| Pos.                   | Nr. | Coureur            | Constructeur          | Kwalificatietijden | Kwalificatietijden | Kwalificatietijden | Grid |
| Pos.                   | Nr. | Coureur            | Constructeur          | Q1                 | Q2                 | Q3                 | Grid |
| ---------------------- | --- | ------------------ | --------------------- | ------------------ | ------------------ | ------------------ | ---- |
| 1                      | 44  | Lewis Hamilton     | Mercedes              | 1:16.424           | 1:16.553           | 1:15.419           | 1    |
| 2                      | 77  | Valtteri Bottas    | Mercedes              | 1:16.569           | 1:16.702           | 1:15.734           | 2    |
| 3                      | 33  | Max Verstappen     | Red Bull-Honda        | 1:16.214           | 1:15.650           | 1:15.840           | 3    |
| 4                      | 11  | Sergio Pérez       | Red Bull-Honda        | 1:17.233           | 1:16.443           | 1:16.421           | 4    |
| 5                      | 10  | Pierre Gasly       | AlphaTauri-Honda      | 1:16.874           | 1:16.394           | 1:16.483           | 5    |
| 6                      | 4   | Lando Norris       | McLaren-Mercedes      | 1:17.081           | 1:16.385           | 1:16.489           | 6    |
| 7                      | 16  | Charles Leclerc    | Ferrari               | 1:17.084           | 1:16.574           | 1:16.496           | 7    |
| 8                      | 31  | Esteban Ocon       | Alpine-Renault        | 1:17.367           | 1:16.766           | 1:16.653           | 8    |
| 9                      | 14  | Fernando Alonso    | Alpine-Renault        | 1:17.123           | 1:16.541           | 1:16.715           | 9    |
| 10                     | 5   | Sebastian Vettel   | Aston Martin-Mercedes | 1:17.105           | 1:16.794           | 1:16.750           | 10   |
| 11                     | 3   | Daniel Ricciardo   | McLaren-Mercedes      | 1:17.664           | 1:16.871           |                    | 11   |
| 12                     | 18  | Lance Stroll       | Aston Martin-Mercedes | 1:17.038           | 1:16.893           |                    | 12   |
| 13                     | 7   | Kimi Räikkönen     | Alfa Romeo-Ferrari    | 1:17.553           | 1:17.564           |                    | 13   |
| 14                     | 99  | Antonio Giovinazzi | Alfa Romeo-Ferrari    | 1:17.776           | 1:17.583           |                    | 14   |
| 15                     | 55  | Carlos Sainz jr.   | Ferrari               | 1:16.649           | Geen tijd          |                    | 15   |
| 16                     | 22  | Yuki Tsunoda       | AlphaTauri-Honda      | 1:17.919           |                    |                    | 16   |
| 17                     | 63  | George Russell     | Williams-Mercedes     | 1:17.944           |                    |                    | 17   |
| 18                     | 6   | Nicholas Latifi    | Williams-Mercedes     | 1:18.036           |                    |                    | 18   |
| 19                     | 9   | Nikita Mazepin     | Haas-Ferrari          | 1:18.922           |                    |                    | 19   |
| Q1 107% tijd: 1:21.548 |     |                    |                       |                    |                    |                    |      |
| DNQ                    | 47  | Mick Schumacher    | Haas-Ferrari          | Geen tijd*         |                    |                    | 20   |

* Mick Schumacher kon geen tijd zetten tijdens Q1 door een ongeluk tijdens de derde vrije training, maar mocht de volgende dag toch aan de race deelnemen. Tevens ontving hij een gridstraf van vijf plaatsen.

## Wedstrijd
Esteban Ocon behaalde de eerste Grand Prix-overwinning in zijn carrière.
| Pos.               | Nr. | Coureur            | Constructeur          | Rondes | Tijd / Oorzaak uitval | Grid | Punten |
| ------------------ | --- | ------------------ | --------------------- | ------ | --------------------- | ---- | ------ |
| 1                  | 31  | Esteban Ocon       | Alpine-Renault        | 70     | 2:04:43.199           | 8    | 25     |
| 2                  | 44  | Lewis Hamilton     | Mercedes              | 70     | +2.736                | 1    | 18     |
| 3                  | 55  | Carlos Sainz jr.   | Ferrari               | 70     | +15.018               | 15   | 15     |
| 4                  | 14  | Fernando Alonso    | Alpine-Renault        | 70     | +15.651               | 9    | 12     |
| 5                  | 10  | Pierre Gasly       | AlphaTauri-Honda      | 70     | +1:03.614             | 5    | 11S    |
| 6                  | 22  | Yuki Tsunoda       | AlphaTauri-Honda      | 70     | +1:15.803             | 16   | 8      |
| 7                  | 6   | Nicholas Latifi    | Williams-Mercedes     | 70     | +1:17.910             | 18   | 6      |
| 8                  | 63  | George Russell     | Williams-Mercedes     | 70     | +1:19.094             | 17   | 4      |
| 9                  | 33  | Max Verstappen     | Red Bull-Honda        | 70     | +1:20.244             | 3    | 2      |
| 10                 | 7   | Kimi Räikkönen     | Alfa Romeo-Ferrari    | 69     | +1 ronde              | 13   | 1      |
| 11                 | 3   | Daniel Ricciardo   | McLaren-Mercedes      | 69     | +1 ronde              | 11   |        |
| 12                 | 47  | Mick Schumacher    | Haas-Ferrari          | 69     | +1 ronde              | 20   |        |
| 13                 | 99  | Antonio Giovinazzi | Alfa Romeo-Ferrari    | 69     | +1 ronde              | Pit  |        |
| DNF                | 9   | Nikita Mazepin     | Haas-Ferrari          | 3      | Botsing               | 19   |        |
| DNF                | 4   | Lando Norris       | McLaren-Mercedes      | 2      | Schade botsing        | 6    |        |
| DNF                | 11  | Sergio Pérez       | Red Bull-Honda        | 0      | Botsing               | 4    |        |
| DNF                | 18  | Lance Stroll       | Aston Martin-Mercedes | 0      | Botsing *1            | 12   |        |
| DNF                | 16  | Charles Leclerc    | Ferrari               | 0      | Botsing               | 7    |        |
| DNF                | 77  | Valtteri Bottas    | Mercedes              | 0      | Botsing *1            | 2    |        |
| DSQ                | 5   | Sebastian Vettel   | Aston Martin-Mercedes | 70     | Gediskwalificeerd *2  | 10   |        |
| Bron: formula1.com |     |                    |                       |        |                       |      |        |

S Pierre Gasly behaalde een extra punt voor het rijden van de snelste ronde.

*1 Lance Stroll en Valtteri Bottas werden beiden als schuldige gezien voor het veroorzaken van botsingen tijdens de race en kregen dus een gridstraf van vijf plaatsen voor de GP van België.

*2 Sebastian Vettel eindigde de wedstrijd als tweede maar werd gediskwalificeerd omdat er na de race te weinig brandstof in de tank was overgebleven om een brandstofmonster te nemen.

## Tussenstanden wereldkampioenschap
Betreft tussenstanden voor het wereldkampioenschap na afloop van de race.

### Coureurs
| Pos. | Nr. | Coureur          | Constructeur     | Punten |
| ---- | --- | ---------------- | ---------------- | ------ |
| 1    | 44  | Lewis Hamilton   | Mercedes         | 195    |
| 2    | 33  | Max Verstappen   | Red Bull-Honda   | 187    |
| 3    | 4   | Lando Norris     | McLaren-Mercedes | 113    |
| 4    | 77  | Valtteri Bottas  | Mercedes         | 108    |
| 5    | 11  | Sergio Pérez     | Red Bull-Honda   | 104    |
| 6    | 55  | Carlos Sainz jr. | Ferrari          | 83     |
| 7    | 16  | Charles Leclerc  | Ferrari          | 80     |
| 8    | 10  | Pierre Gasly     | AlphaTauri-Honda | 50     |
| 9    | 3   | Daniel Ricciardo | McLaren-Mercedes | 50     |
| 10   | 31  | Esteban Ocon     | Alpine-Renault   | 39     |

### Constructeurs
| Pos. | Constructeur          | Punten |
| ---- | --------------------- | ------ |
| 1    | Mercedes              | 303    |
| 2    | Red Bull-Honda        | 291    |
| 3    | Ferrari               | 163    |
| 4    | McLaren-Mercedes      | 163    |
| 5    | Alpine-Renault        | 77     |
| 6    | AlphaTauri-Honda      | 68     |
| 7    | Aston Martin-Mercedes | 48     |
| 8    | Williams-Mercedes     | 10     |
| 9    | Alfa Romeo-Ferrari    | 3      |
| 10   | Haas-Ferrari          | 0      |